# Jon Carlo
Jon Carlo (* in Oakland, Kalifornien) ist ein US-amerikanischer Schauspieler, Synchronsprecher und Filmschaffender.

## Leben
Carlo wurde im kalifornischen Oakland geboren. Als Kind musste er mit seiner Familie häufiger umziehen und so lebte er unter anderen in Israel, Argentinien und Kanada. 2008 zog er nach Los Angeles, um eine Karriere als Filmschauspieler zu beginnen. Ein Jahr zuvor debütierte er in Unflinching Triumph: The Philip Rockhammer Story als Schauspieler. Er hatte danach Episodenrollen in Fernsehserien wie Mystery ER, Parks and Recreation und Transparent. 2013 stellte er in Fight Club 2 – Faustkampf im Barrio die größere Rolle des Drew dar. 2019 stellte er im Film Mob Town die Rolle des Agenten Ruston dar. Außerdem war er für das Verfassen des Drehbuches zuständig. Im Folgejahr war er in Blackjack: The Jackie Ryan Story in der Rolle des Officer Libretti zu sehen.
2017 begann Carlo zusätzlich, auch als Filmschaffender tätig zu sein. 2018 schrieb er das Drehbuch für First We Take Brooklyn. Für den 2020 erschienenen Film Feral State fungierte er ebenfalls als Drehbuchautor, war aber zusätzlich noch als Produzent und Regisseur tätig. 2022 folgte mit Smile As You Kill eine weitere Spielfilmproduktion von ihm. 2024 produzierte er die Dokumentation America’s Burning. Er ist ebenfalls als Synchronsprecher zu hören.

## Filmotype (Auswahl)

### Schauspiel
- 2007: Unflinching Triumph: The Philip Rockhammer Story
- 2008: The Engagement (Kurzfilm)
- 2008: Mystery ER (Fernsehserie, Episode 2x07)
- 2011: Empty
- 2012: I Don’t (Kurzfilm)
- 2013: Fight Club 2 – Faustkampf im Barrio (Barrio Brawler)
- 2014: Parks and Recreation (Fernsehserie, Episode 6x14)
- 2014: Match (Fernsehserie, Episode 1x06)
- 2016: Best Thanksgiving Ever
- 2016: Nightmare Wedding (Fernsehfilm)
- 2017: Transparent (Fernsehserie, Episode 4x09)
- 2017: Sign of the Whale (Kurzfilm)
- 2018: First We Take Brooklyn
- 2018: Passerby: Pass Her Bye (Kurzfilm)
- 2019: Mob Town
- 2020: Blackjack: The Jackie Ryan Story
- 2022: Goshen (Kurzfilm)

### Filmschaffender
- 2017: Sign of the Whale (Kurzfilm; Produktion)
- 2018: First We Take Brooklyn (Drehbuch)
- 2019: Mob Town (Drehbuch)
- 2020: Feral State (Produktion, Drehbuch, Regie)
- 2022: Family Game Fight (Fernsehserie, Episode 1x10; Produktion)
- 2022: Smile As You Kill (Produktion)
- 2022: Better Daze (Fernsehserie, Episode 1x01; Drehbuch)
- 2024: America’s Burning (Dokumentation; Produktion)

## Synchronisationen (Auswahl)
- 2011: Dead Space 2 (Computerspiel)
- 2011: Dead Space (Computerspiel)